# Kirsten Fehrs

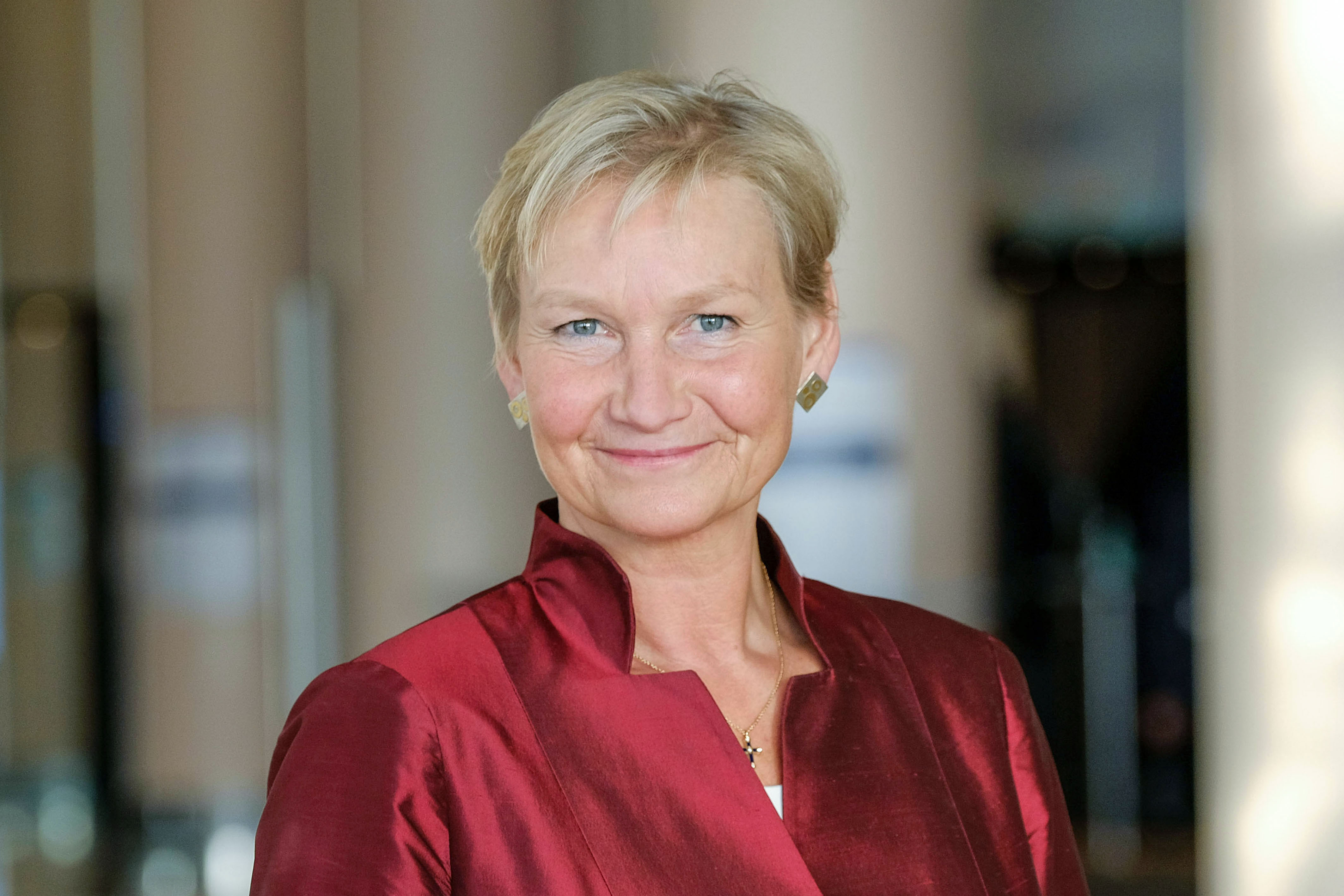
Kirsten Fehrs, 2021

Kirsten Fehrs (* 12. September 1961 in Wesselburen) ist eine deutsche evangelische Theologin. Sie ist seit dem 12. November 2024 Vorsitzende des Rates der Evangelischen Kirche in Deutschland. Das Amt hatte sie zuvor bereits seit dem 20. November 2023 kommissarisch inne. Am  15. November 2011 wurde sie Bischöfin im Sprengel Hamburg und Lübeck der Nordelbischen Kirche (seit Pfingsten 2012 der Evangelisch-Lutherischen Kirche in Norddeutschland).

## Leben und Wirken
Kirsten Fehrs studierte von 1981 bis 1987 evangelische Theologie an der Universität Hamburg mit dem Schwerpunkt „Praktische Theologie“. Während des Studiums war sie in verschiedenen Bereichen der Seelsorge ehrenamtlich tätig, und zwar in der Urlauber-, Krankenhaus-und Gefängnisseelsorge.
Ihr Vikariat absolvierte sie in den Jahren 1988 bis 1990 in Waabs im Kreis Rendsburg-Eckernförde. Im Dezember 1990 wurde sie zur Pastorin der Nordelbischen Kirche ordiniert. In den folgenden Jahren hatte sie die Pfarrstelle der Kirchengemeinde Hohenwestedt inne und war zugleich für die Erwachsenenbildung der Kirchengemeinden der südlichen Region des Kirchenkreises Rendsburg zuständig. 1994 wurde sie auf die Projektpfarrstelle „Offene Bildungsarbeit mit Erwachsenen im Kirchenkreis Rendsburg“ berufen und 1997 zur Leiterin des „Evangelischen Bildungswerkes des Kirchenkreises Rendsburg“ ernannt. Es folgten ein Lehrauftrag an der Universität Zürich („Kirchliche Bildungsarbeit als Lebensbegleitung“) sowie im Jahre 2000 die Berufung in die Projektpfarrstelle der Nordelbischen Kirche für Personal- und Gemeindeentwicklung im Kirchenkreis Rendsburg sowie Organisations- und Personalentwicklung in der Nordelbischen Kirche.
Am 1. September 2006 übernahm Kirsten Fehrs das integrierte Amt der Pröpstin des Kirchenkreises Alt-Hamburg und der Hauptpastorin an der Hauptkirche St. Jacobi von Hauptpastor und Propst Karl-Günther Petters.
Am 17. Juni 2011 wurde sie von der Synode der Nordelbischen Kirche im vierten Wahlgang mit 97 Stimmen der 121 anwesenden Synodalen in der Hamburger Hauptkirche Sankt Michaelis zur Nachfolgerin von Maria Jepsen als Bischöfin des Sprengels Hamburg und Lübeck gewählt. Ihre einzige Gegenkandidatin war die EKD-Kulturbeauftragte Petra Bahr.
Bis zu ihrem Amtsantritt am 15. November 2011 wurden die Amtsgeschäfte von Propst Jürgen Bollmann, dem kommissarischen Nachfolger der zurückgetretenen Bischöfin Maria Jepsen, geführt. Der Einführungsgottesdienst wurde am 26. November 2011, dem Vortag des ersten Advents, im Lübecker Dom gefeiert.
Die SPD nominierte sie 2012 zur 15. Bundesversammlung. Seit November 2015 ist Kirsten Fehrs Mitglied im Rat der Evangelischen Kirche in Deutschland. 2021 wurde sie wiedergewählt; der Rat wählte sie zur stellvertretenden Ratsvorsitzenden. Nach dem Rücktritt von Annette Kurschus übernahm sie im November 2023 kommissarisch den EKD-Ratsvorsitz. Am 12. November 2024 wählte die Synode der EKD sie regulär zur Ratsvorsitzenden.
Ein besonderes Anliegen von Kirsten Fehrs sind der interreligiöse Dialog und das friedliche Zusammenleben von Menschen unterschiedlicher Religionszugehörigkeiten. Sie engagiert sich im Vorstand des Interreligiösen Forums Hamburg (IFH), dessen Vorsitz sie 2015 übernahm. Bischöfin Fehrs vertritt zudem die evangelische Kirche am Runden Tisch der Religionen. Deutlich zu Wort meldet sie sich auch gegen jede Form von Antisemitismus. „Wir dürfen unsere heiligen Schriften mit ihrer Friedensbotschaft nicht den Fanatikern überlassen“, forderte Fehrs 2023 bei einer Kundgebung zum Gedenken an die Opfer der Pogromnacht. Sie forderte zum Beispiel auch in der Wochenzeitung Die Zeit ein Bekenntnis gegen den Antisemitismus: „Nie dürfen wir vergessen, dass dieses lichte Krippenkind in Bethlehem ein jüdisches ist. Aus ihm heraus ist das Christentum entstanden.“
Als Mitglied des Rates der EKD sowie als amtierende Ratsvorsitzende setzte Fehrs sich unter anderem für den Schutz von Geflüchteten und den Erhalt des Kirchenasyls ein. „Die Aufnahme von Flüchtlingen ist tief verwurzelt in unserem christlichen Glauben“, argumentierte Fehrs 2015. Das Kirchenasyl sei nicht Teil des Problems, sondern Teil der Lösung, sagte Bischöfin Kirsten Fehrs im Juni 2024 beim traditionellen Johannisempfang der EKD. „Kirchenasyl ist keine leichtfertige Entscheidung, sondern eine Form des humanitären Schutzes“, so Bischöfin Fehrs. In der 2024 aufkommenden Debatte über die Neuausrichtung der Asylpolitik rief sie zu Besonnenheit und Verständigung auf.
Gleichzeitig tritt sie für eine Stärkung von Vielfalt, Menschenrechten und Demokratie ein und setzt sich gegen Rechtsextremismus ein. So sagte sie im Januar 2024 auf einer Großkundgebung vor 180.000 Menschen in Hamburg: „Christlicher Glaube und völkisches Denken passen nicht zusammen, genauso wenig wie Kreuz und Hakenkreuz! Mit Forderungen nach einer massenhaften Vertreibung von Menschen mit Migrationshintergrund wird eine Grenze überschritten. Darauf kann es nur eine Antwort geben: Nein, zu jeder Form von Rassismus und Antisemitismus! Und zwar ein Nein, das klar aus der Mitte der Gesellschaft kommt.“ Zugleich setzt sie in der „von Polarisierungen und Spaltungstendenzen aufgerauten“ gesellschaftspolitischen Debatte 2024 auf Verständigungsorte und Dialogbereitschaft.
Seit 1990 ist Kirsten Fehrs mit dem Pastor Karsten Fehrs verheiratet.

## Rolle im Zusammenhang mit den Fällen sexualisierter Gewalt in der evangelischen Kirche
Kirsten Fehrs gehörte zum Beauftragtenrat der EKD zum Schutz vor sexualisierter Gewalt, der im Herbst 2018 eingerichtet worden war, um Maßnahmen zum Umgang mit sexualisierter Gewalt und Missbrauchsformen in der evangelischen Kirche innerkirchlich und außerkirchlich voranzubringen; von 2018 bis 2020 war Fehrs die erste Sprecherin dieser Gruppe. Von Sommer 2022 bis 2024 war Fehrs Mitglied im Beteiligungsforum Sexualisierte Gewalt der EKD, in dem kirchenpolitische Entscheidungen zum Umgang mit sexualisierter Gewalt von betroffenen Personen und kirchlichen Beauftragten gemeinsam getroffen werden. Seit ihrer Wahl zur Ratsvorsitzenden nimmt sie ohne Stimme an den Sitzungen teil.  
In Folge eines öffentlich werdenden Missbrauchskomplexes in Ahrensburg startet in der Nordkirche 2012 ein Konzept zur Anerkennung erlittenen Unrechts. In dieser neu entwickelten Unterstützungsleistungskommission (ULK) arbeitete Bischöfin Fehrs von Beginn an bis 2021 mit und übernahm als Vorsitzende der Kommission frühzeitig Verantwortung für Aufarbeitung und Prävention sexualisierter Gewalt in der Kirche. Die Arbeit der ULK ebnete im Jahr 2013 den Weg für die Koordinierungsstelle Prävention und führte 2018 zum ersten Präventionsgesetz einer Landeskirche. Bischöfin Fehrs war zunächst Vorsitzende der Koordinierungsstelle Prävention und später auch Vorsitzende des Beirates der Stabsstelle Prävention.
Der im Rahmen des Ahrensburger Missbrauchsskandals von sexualisierter Gewalt durch Geistliche betroffene Anselm Kohn warf Kirsten Fehrs vor, er sei in seiner Eigenschaft als Opfer zunächst angehört worden; sobald er mit seiner Kritik wegen mangelhafter Aufarbeitung und Wiedergutmachung an die Presse ging, sei er von Bischöfin Fehrs und anderen Kirchenleitenden „fallen gelassen worden“. Das Auseinandersetzungsverfahren Kohns sei ins Stocken gekommen und ihm sei das Gespräch verweigert worden, sobald er seine „freie Meinung geäußert“ habe.
Die Traumaexpertin Ursula Enders, die im Schlussbericht der Nordkirche zur Aufarbeitung von Missbrauchsfällen u. a. den Missbrauchsfall in einer evangelischen Kita aufgearbeitet hatte, bekundete, dass sie bei der Aufarbeitung zunächst „viel Offenheit erlebt“ habe, mit Bischöfin Kirsten Fehrs hingegen „das Verhältnis gekippt“ sei. Enders dazu wörtlich: „Hatte sie [Kirsten Fehrs] zunächst gehofft, dass wir einen Bericht schreiben, der quasi der Kirche bescheinigt, dass sie traumatisiert worden sei und Opfer der Intrigen der Täter vor Ort, so entwickelte sich in unserer Untersuchung die Einschätzung, dass hier vor allen Dingen ein institutionelles Versagen vorlag, und zwar hinsichtlich der Strukturen, die Missbrauch begünstigt hatten, aber auch in der Aufarbeitung. Der Kirche war vor allen Dingen daran gelegen, den eigenen Ruf zu retten.“ Den Angaben von Enders zufolge sollte „die Öffentlichkeit eingelullt werden“. Bischöfin Kirsten Fehrs sei zwar versöhnlich auf die Betroffenen zugegangen, habe aber „eine sehr sanfte Art, Menschen zu umgarnen. Und in dem Moment, wo sie Stellung beziehen und auch mal öffentlich Kritik an der Kirche üben, lässt sie [Kirsten Fehrs] sie fallen wie eine heiße Kartoffel“, so Enders.
Im Rahmen der Synode der EKD 2021 lobte Zander Kirsten Fehrs aber ausdrücklich als diejenige, die das Thema überhaupt seit Jahren vorangebracht habe. Kirsten Fehrs äußerte sich zu der von Enders und anderen Personen vorgetragenen Kritik in einem Interview mit der Zeit u. a. so: „Ich sehe die Schuld der Institution. Und ich habe darin Verantwortung übernommen. Dabei eventuell auch Fehler gemacht zu haben, kann ich besser ertragen, als wenn ich nichts getan hätte. […] Aber der Vorwurf, ich hätte Betroffene nicht ernst genommen, geht mir schon nahe. Das ist einfach nicht wahr.“
Öffentliche Kritik an der neuen Musterordnung der EKD für Verfahren zur Anerkennung erlittenen Unrechts, die das Vorgehen der EKD an die Vorgaben der katholischen Kirche angleichen soll (z. B. Entschädigungszahlungen in Höhe von EUR 5.000 bis maximal EUR 50.000; vgl. § 5 Abs. 2 Musterordnung) und daher der gleichen Kritik wie diese ausgesetzt ist (Festlegung zu geringer, „lächerlich niedriger“ Entschädigungssummen mit dem Ziel der Vermeidung von Zahlungsunfähigkeit von Gliedkirchen/Bistümern, mangelnde Transparenz, mangelnde Beteiligung von Betroffenen, zu lange Wartezeiten, die zur Retraumatisierung von Opfern führen können), ist seitens der die Musterordnung in ihrer Eigenschaft als stellvertretende Ratsvorsitzende der EKD mitverantwortenden Bischöfin Fehrs bislang nicht bekannt.

## Schriften
- Miteinander leben lernen – Gemeindenahe Erwachsenenbildung in ländlicher Region. In: forum EB (= Erwachsenenbildung) 02/1997.
- Lebensbegleitung als Kooperationsmodell – Bericht über einen Kooperationsprozess der Familien-Bildungsstätte und der Erwachsenenbildung im Kirchenkreis Rendsburg. In: forum EB. 02/2001.
- Personalentwicklung konkret – Ansätze und Gespräche. In: Lernort Gemeinde. 08/02.
- Macht ist für mich positiv besetzt. In: Marlis Prinzing: Meine Wut rettet mich. Verlag Kösel, 2012, ISBN 978-3-466-37036-8, S. 251ff.